# Alexis de Bentheim et Steinfurt
Alexis Frédéric, prince de Bentheim et Steinfurt (20 janvier 1781 - 3 novembre 1866) est un noble allemand.

## Biographie
Il appartient à la branche cadette de la Maison de Bentheim-Steinfurt. Il est le fils du prince Louis Guillaume Geldricus Ernest de Bentheim et Steinfurt et de Julienne Wilhelmine de Schleswig-Holstein-Sonderbourg-Glücksbourg
Il étudie à Marbourg avec Johann Stephan Pütter. En 1817, il succède à son père en tant que prince de Bentheim et Steinfurt. En 1821, la lignée de Bentheim-Tecklenburg-Rheda le poursuit, en prétendant avoir de meilleurs droits sur les comtés de Bentheim et Steinfurt. Le procès dure jusqu'en 1829; et plus longtemps encore concernant les parties à Hanovre. Le prince Alexis gagne finalement tous les procès.
Par ailleurs, le comté de Bentheim a été gagé à Hanovre longtemps avant son règne. En 1823, Alexis rachète cet emprunt. Il commence la restauration du château de Bentheim. Il construit un spa à travers les sources de soufre de la ville de Bentheim. La ville change son nom à Bad Bentheim en 1979, afin de refléter son statut de station thermale.
Alexis est un membre du parlement de Prusse pour la province de Westphalie. En 1847, il devient membre de l'éphémère Parlement du royaume. En 1854, il est officiellement membre de la Chambre des seigneurs de Prusse; cependant il n'a jamais été un membre actif.

## Le mariage et la descendance
En 1811, il épouse Wilhelmine de Solms-Braunfels, première fille de Guillaume de Solms-Braunfels. Ils ont six enfants, dont son héritier, Louis-Guillaume de Bentheim et Steinfurt (en).